# Escuela de Composición de Tartu
La Escuela de Composición de Tartu (en estonio: Heino Elleri nimeline Tartu Muusikakool) es una escuela de música en Tartu, Estonia. La escuela se desarrolló alrededor de Heino Eller entre las décadas de 1920 y 1930. Él había regresado previamente a Tartu en 1920. Los personajes identificados con la escuela incluyen a compositores como Heino Eller, Eduard Tubin, Eduard Oja, Olav Roots, Alfred Karindi, Johannes Bleive, y el teórico de la música Karl Leichter.